# Pyrgocyphosoma florentinum
Pyrgocyphosoma florentinum är en mångfotingart som först beskrevs av Filippo Silvestri 1903.  Pyrgocyphosoma florentinum ingår i släktet Pyrgocyphosoma och familjen knöldubbelfotingar. Inga underarter finns listade i Catalogue of Life.